# Antho plena
Antho plena är en svampdjursart som först beskrevs av William Johnson Sollas 1879.  Antho plena ingår i släktet Antho och familjen Microcionidae. Inga underarter finns listade i Catalogue of Life.